# 남산중학교 (부산)
남산중학교(南山中學校)는 대한민국 부산광역시 금정구 남산동에 위치한 공립 중학교이다.

## 학교 연혁
- 1991년 1월 14일 : 남산중학교 설립 인가(30학급)
- 1991년 3월 1일 : 초대 김일규 교장 취임
- 1991년 3월 5일 : 제1회 입학식
- 1992년 2월 28일 : 현재 신축 교사로 이전
- 1994년 2월 16일 : 제1회 졸업식
- 2005년 9월 10일 : 남산관 준공
- 2010년 3월 1일 : 부산광역시교육청 녹색성장교육 연구학교 운영
- 2011년 3월 1일 : 부산광역시교육청 교실수업개선 연구학교 운영
- 2011년 9월 1일 : 부산광역시교육청 스마트교육 연구학교 운영
- 2014년 12월 15일 : 급식실 현대화, 연혁실 리모델링, 음악실 현대화
- 2016년 3월 1일 : 진로실 리모델링, 교과교실 및 스마트실 정비, 교무실 환경개선
- 2019년 9월 1일 : 무한상상실 구축
- 2020년 12월 13일 : 부산형 블렌디드 교실 구축
- 2024년 2월 7일 : 제31회 졸업식(6학급 169명, 총 12,764명)
- 2025년 3월 1일 : 제15대 김정고 교장 취임

## 참고 자료
- 남산중학교 - 한국교육학술정보원 학교알리미